# Сухарі (Вілейський район)
Сухарі (біл. вёска Сухарі) — село в складі Вілейського району Мінської області, Білорусь. Село підпорядковане Любанській сільській раді, розташоване в північній частині області.

## Історія
З 1793 після другого розділу Речі Посполитої Савино, як і вся Вілейщина, входила до складу Російської імперії, був утворений Вілейський повіт у складі спочатку Мінської губернії, а з 1843 - Віленської губернії.
У 1921–1945 роках село і фільварок знаходилось у Польщі, у Вільнюськім воєводстві, Вілейського повіту, у гміні Куранец.

## Населення
- 1866 рік — 98  людини, 9 будинків[2]
- 1921 рік — 151  людини, 32 будинків[3]
- 1931 рік — 167 людини, 37 будинків[4].